# Calanthe lechangensis
Calanthe lechangensis là một loài thực vật có hoa trong họ Lan. Loài này được Z.H.Tsi & Tang mô tả khoa học đầu tiên năm 1981.